# Quebrada de Pocor
La  quebrada de Pocor, a veces quebrada de Pótor o río Vilaco es un curso natural de agua que nace en la Región de Antofagasta y se sume en la cuenca del Salar de Atacama.
Luis Risopatrón utiliza el nombre Pótor para el origen de la quebrada. También el mapa de la zona de las FF. AA. de los Estados Unidos de América llama a la quebrada Potor. Sin embargo, Hans Niemeyer y dos informes de la Dirección General de Aguas llaman Pocor a la quebrada.

## Trayecto
Nace en Vilaco de la confluencia de dos cauces, uno que bordea el cerro Vilaco por el norte y el otro drena las faldas sur del mismo cerro. Desde su unión las aguas siguen en dirección oeste hasta las tierras de Pocor, al sur de Toconao.: 175 
En su origen esta la "laguna Verde".
La quebrada Pocor es una de los afluentes que fluyen al salar de Atacama desde el oriente.: 174–176 

## Caudal y régimen
Su caudal alcanza los 30 litros por segundo.: 73 

## Historia
Con el paso de los años el flujo de aguas fue disminuyendo y los agricultores no pudieron continuar cultivando los terrenos.: 180 
Luis Risopatrón describe al cerro Potor en su Diccionario Jeográfico de Chile (1924):: 694 
Pótor (Cerro de). Se levanta a 5330 m de altitud, en los oríjenes de la quebrada del mismo nombre, hácia el E del caserío de Toconao.